# 木村英樹 (アナウンサー)
木村 英樹（きむら ひでき、1985年10月4日 - ）は、テレビせとうちのアナウンサー。

## 来歴
岡山県瀬戸内市出身。岡山県立岡山城東高等学校を経て、同志社大学経済学部を卒業。

## 人物
- 高校時代は硬式野球部に所属。2003年には第75回選抜高等学校野球大会に出場。全国高等学校野球選手権岡山大会にて、控え捕手としてベンチ入りするも、ベスト8で敗退。
- 趣味はラーメン店巡り。カラオケでの歌唱力にも定評[誰によって?]。

## 現在の担当番組
- ななスパBIZ（月～金曜MC）
- TSCニュース